# Vingummibamse
Vingummibamser er vingummi formet som ca. to cm høje stiliserede bjørne i forskellige farver. De består primært af sukker, sukkersirup og en stiv gelatineblanding, der giver den gummiagtige konsistens. Ud over farve- og smagsstoffer indgår som regel også surhedsregulerende midler og et voksovertræk. Produktet findes også i gelatinefri udgaver som er halal eller kosher).

## Historie
Vingummibamsen blev skabt af Hans Riegel fra Bonn. I 1922 lancerede hans firma Haribo Tanzbären (dansebjørne, i dag Goldbären guldbjørne), og firmaet producerer dem stadig. Mange andre firmaer laver også vingummibamser.

## Fremstilling
Gelatine opløses og blandes med de øvrige ingredienser, og støbes i en form af majsmel. Når bamserne er størknet og frigjort fra formen, poleres de med olie eller voks, så de hverken klæber til posen eller hinanden.